# Leucopogon cuspidatus
Leucopogon cuspidatus är en ljungväxtart som beskrevs av Robert Brown. Leucopogon cuspidatus ingår i släktet Leucopogon och familjen ljungväxter. Inga underarter finns listade i Catalogue of Life.